# Сънуват ли андроидите електрически овце?
„Сънуват ли андроидите електрически овце?“ (на английски: Do Androids Dream of Electric Sheep?) е научнофантастичен роман на Филип Дик, написан през 1968 година.
Заедно с „Човекът във високия замък“, това е един от най-известните романи на Дик, определящ за жанра заради етичните въпроси, които поставя.
Книгата е издадена на български през 1994 г. под заглавието „Беглец по острието“ поради голямата популярност на екранната версия на творбата.

## Екранизации
Хамптън Фенчър и Дейвид Уеб Пийпълс правят непълна адаптация на романа във филма от 1982 г. Блейд Рънър (Blade Runner), режисиран от Ридли Скот, с участието на Харисън Форд. Филмът е смятан за едно от основополагащите произведения на жанра киберпънк.